# Ogan Komering Ulu Selatan
Ogan Komering Ulu Selatan, kurz OKU Selatan, ist ein indonesischer Regierungsbezirk (Kabupaten) in der indonesischen Provinz Sumatra Selatan. Ende 2023 leben hier circa 421.000 Menschen. Der Regierungssitz des Kabupaten OKU Selatan ist Rupit.

## Geografie

### Lage
Der Regierungsbezirk Ogan Komering Ulu Selatan liegt im Südwesten der Provinz Sumatra Selatan im Binnenland. Er grenzt im Westen und Nordwesten an den Kabupaten Kaur (Provinz Bengkulu), im Norden an Muara Enim und Ogan Komering Ulu, im Nordosten an Ogan Komering Ulu Timur, im Süden an den Kabupaten Lampung Barat und im Südwesten an Pesisir Barat (beide Provinz Lampung).
Er erstreckt sich auf Höhen zwischen 45 und 1.643 Metern zwischen 4° 14′ und 4° 55′ s. Br. sowie zwischen 103° 22′ und 104° 21′ ö. L. Nur 0,22 Prozent des Territoriums liegen unter 100 Metern; 49,85 % auf Höhen zwischen 101 und 500 Metern; 33,95 % auf Höhen zwischen 501 und 1.000 Metern. Höhenlagen über 1.000 Meter werden von 25,98 % des Territoriums belegt.

## Verwaltungsgliederung
Administrativ unterteilt sich OKU Selatan seit 2007 in 19 Distrikte (Kecamatan) mit 259 Dörfern, davon 252 Desa und 7 Kelurahan. DieDesa bestehen aus 1.311 Dusun (Weilern) und die Kelurahan bestehen aus 64 Lingkungan. 2020 wurden 97.202 Haushalte gezählt mit durchschnittlich 4,21 Personen pro Haushalt.
| Code 1   | Kecamatan Distrikt                    | Ibu Kota Verwaltungssitz       | Fläche (km²) | Einw. Zensus 2010 2 | Volkszählung 2020 | Volkszählung 2020 | Volkszählung 2020 | Anzahl der       | Anzahl der |
| Code 1   | Kecamatan Distrikt                    | Ibu Kota Verwaltungssitz       | Fläche (km²) | Einw. Zensus 2010 2 | Einw. 3           | 0Dichte 40        | Sex Ratio 5       | Desa / Kelurahan |            |
| -------- | ------------------------------------- | ------------------------------ | ------------ | ------------------- | ----------------- | ----------------- | ----------------- | ---------------- | ---------- |
| 16.09.01 | Muaradua                              | Pasar Muaradua                 | 261,95       | 39.533              | 50.076            | 191,2             | 105,43            | 9 / 5            |            |
| 16.09.02 | Pulau Beringin                        | Pulau Beringin                 | 476,51       | 22.484              | 30.375            | 63,7              | 104,90            | 13 / -           |            |
| 16.09.03 | Banding Agung                         | Bandar Agung Ranau             | 276,38       | 18.710              | 25.955            | 93,9              | 107,44            | 21 / 1           |            |
| 16.09.04 | Muaradua Kisam                        | Muaradua Kisam                 | 219,80       | 16.583              | 20.144            | 91,6              | 108,83            | 18 / -           |            |
| 16.09.05 | Simpang                               | Simpang Agung                  | 342,29       | 13.241              | 18.086            | 52,8              | 106,86            | 7 / -            |            |
| 16.09.06 | Buay Sandang Aji                      | Gunung Terang                  | 450,00       | 16.104              | 21.334            | 47,4              | 109,92            | 16 / -           |            |
| 16.09.07 | Buay Runjung                          | Belambangan                    | 171,19       | 9.673               | 12.811            | 74,8              | 107,26            | 14 / -           |            |
| 16.09.08 | Mekakau Ilir                          | Tanjung Besar                  | 261,15       | 17.824              | 23.917            | 91,6              | 108,26            | 15 / -           |            |
| 16.09.09 | Buay Pemaca                           | Kota Way                       | 714,52       | 37.768              | 44.880            | 62,8              | 109,75            | 22 / -           |            |
| 16.09.10 | Kisam Tinggi                          | Tenang                         | 417,00       | 17.272              | 19.820            | 47,5              | 110,14            | 19 / -           |            |
| 16.09.11 | Kisam Ilir                            | Pulau Kemiling                 | 136,02       | 6.995               | 7.963             | 58,5              | 107,53            | 9 / -            |            |
| 16.09.12 | Buay Pematang Ribu (BPR) Ranau Tengah | Simpang Sender                 | 353,20       | 19.393              | 25.972            | 73,5              | 108,58            | 21 / 1           |            |
| 16.09.13 | Warkuk Ranau Selatan                  | Kota Baru                      | 239,48       | 20.486              | 25.032            | 104,5             | 107,15            | 16 / -           |            |
| 16.09.14 | Runjung Agung                         | Sura                           | 157,41       | 10.989              | 13.978            | 88,8              | 108,85            | 9 / -            |            |
| 16.09.15 | Sungai Are                            | Simpang Luas                   | 296,49       | 9.272               | 11.510            | 38,8              | 109,39            | 9 / -            |            |
| 16.09.16 | Sindang Danau                         | Ulu Danau                      | 210,00       | 8.561               | 11.408            | 54,3              | 106,07            | 7 / -            |            |
| 16.09.17 | Buana Pemaca                          | Jagaraga                       | 190,10       | 12.117              | 15.907            | 83,7              | 111,44            | 8 / -            |            |
| 16.09.18 | Tiga Dihaji                           | Surabaya                       | 153,45       | 9.028               | 11.046            | 72,0              | 111,37            | 8 / -            |            |
| 16.09.19 | Buay Rawan                            | Gunung Cahya                   | 167,00       | 12.395              | 18.767            | 112,4             | 107,55            | 11 / -           |            |
| 16.09    | Kab. Ogan Komering Ulu Selatan        | Kab. Ogan Komering Ulu Selatan | 5.493,94     | 318.428             | 408.981           | 74,4              | 107,08            | 252 / 7          |            |

## Demografie
Zwischen den beiden letzten Volkszählungen (indonesisch Sensus Penduduk) stieg der Frauenanteil um nahezu ein Prozent und scheint sich nun bei 48 Prozent eingepegelt zu haben.
| Jahr | Gesamt- bevölkerung | Männer  | %     | Frauen  | %     |
| ---- | ------------------- | ------- | ----- | ------- | ----- |
| 2010 | 00318.428           | 168.238 | 52,83 | 150.190 | 47,17 |
| 2020 | 00408.981           | 212.333 | 51,92 | 186.648 | 48,08 |
| 2023 | 00421.004           | 218.934 | 52,00 | 202.070 | 48,00 |

99,52 Prozent der Einwohner waren im Jahr 2020 Muslime, das restliche halbe Prozent Hindus (1.200), Christen (548 - 0,14 %) und Buddhisten (72). Die meisten Christen lebten im Kec. Simpang (110), Buana Pemaca (97) und Buay Pemaca (91). An Gebäuden gab es 427 Moscheen, 11 protestantische und 3 katholische Kirchen, 13 Hindu-Tempel und 2 Klöster.

### Soziale Daten 2020
| Merkmal                                                            | OKU Selatan | 0Prov. Sumatra Selatan0 |
| ------------------------------------------------------------------ | ----------- | ----------------------- |
| Bevölkerung unterhalb der Armutsgrenze (Tsd.)0                     | 39,50       | 1.081,59                |
| Anteil der „armen Bevölkerung“ (indonesisch Penduduk miskin) (%)00 | 10,85       | 0.012,66                |
| Arbeitslosenrate (%)                                               | 03,28       | 0.005,51                |
| Lebenserwartung bei der Geburt (Jahre)                             | 67,04       | 0.073,39                |
| HDI-Index                                                          | 65,30       | 0.070,01                |
| Analphabetenrate (in %, 15+ J.)                                    | 00,67       | 0.001,25                |
| Anteil der Altersgruppen                                           | 0Real0      | 0Prozentual0            |
| Kinder (<15 J.)                                                    | 100.665     | 24,61                   |
| arbeitsfähige Bevölkerung (15–64 J.)                               | 286.494     | 70,05                   |
| Rentner und Pensionäre (>65 J.)                                    | 021.822     | 05,34                   |

### Aktuelle Bevölkerungsdaten der Bevölkerungsfortschreibung
Nachfolgende Tabelle gibt den Einwohnerstand nach Geschlecht vom Jahresende 2022 und 2023 wieder. Er resultiert aus den Ergebnissen der Fortschreibung durch die örtlichen Zivilregistrierungsbüros (Disdukcapil, indonesisch Dinas Kependudukan dan Pencatatan Sipil) und kann in einer interaktiven Karte abgerufen werden
| Kecamatan                         | 31.12.2022 | 31.12.2022 | 31.12.2022 | Fläche km² | 31.12.2023 | 31.12.2023 | 31.12.2023 | 31.12.2023         | 31.12.2023          |
| Kecamatan                         | 0Insg.     | männl.     | weibl.     | Fläche km² | 0Insg.     | männl.     | weibl.     | Dichte [Einw./km²] | Sex Ratio [M*100/F] |
| --------------------------------- | ---------- | ---------- | ---------- | ---------- | ---------- | ---------- | ---------- | ------------------ | ------------------- |
| Muara Dua                         | 51.209     | 26.241     | 24.968     | 232,55     | 51.692     | 26.508     | 25.184     | 222,3              | 105,26              |
| Pulau Beringin                    | 30.968     | 15.928     | 15.040     | 264,81     | 31.151     | 15.995     | 15.156     | 117,6              | 105,54              |
| Banding Agung                     | 26.676     | 13.802     | 12.874     | 264,50     | 26.940     | 13.902     | 13.038     | 101,9              | 106,63              |
| Muara Dua Kisam                   | 20.377     | 10.673     | 9.704      | 154,70     | 20.389     | 10.695     | 9.694      | 131,8              | 110,33              |
| Simpang                           | 18.974     | 9.837      | 9.137      | 55,89      | 19.227     | 9.936      | 9.291      | 344,0              | 106,94              |
| Buay Sandang Aji                  | 22.012     | 11.572     | 10.440     | 166,41     | 22.018     | 11.560     | 10.458     | 132,3              | 110,54              |
| Buay Runjung                      | 13.098     | 6.858      | 6.240      | 135,28     | 13.091     | 6.854      | 6.237      | 96,8               | 109,89              |
| Mekakau Ilir                      | 24.649     | 12.832     | 11.817     | 432,35     | 24.692     | 12.863     | 11.829     | 57,1               | 108,74              |
| Buay Pemaca                       | 45.329     | 23.709     | 21.620     | 553,67     | 45.936     | 24.021     | 21.915     | 83,0               | 109,61              |
| Kisam Tinggi                      | 19.703     | 10.387     | 9.316      | 291,72     | 19.646     | 10.329     | 9.317      | 67,3               | 110,86              |
| Kisam Ilir                        | 8.319      | 4.345      | 3.974      | 41,06      | 8.456      | 4.419      | 4.037      | 205,9              | 109,46              |
| Buay Pematang Ribu Ranau Tengah00 | 26.789     | 13.958     | 12.831     | 211,47     | 26.928     | 14.013     | 12.915     | 127,3              | 108,50              |
| Warkuk Ranau Selatan              | 25.163     | 13.029     | 12.134     | 261,97     | 25.275     | 13.126     | 12.149     | 96,5               | 108,04              |
| Runjung Agung                     | 13.728     | 7.214      | 6.514      | 95,86      | 13.655     | 7.177      | 6.478      | 142,4              | 110,79              |
| Sungai Are                        | 11.919     | 6.250      | 5.669      | 124,81     | 11.990     | 6.288      | 5.702      | 96,1               | 110,28              |
| Sindang Danau                     | 11.636     | 6.020      | 5.616      | 196,37     | 11.739     | 6.058      | 5.681      | 59,8               | 106,64              |
| Buana Pemaca                      | 16.846     | 8.854      | 7.992      | 264,36     | 17.120     | 8.978      | 8.142      | 64,8               | 110,27              |
| Tiga Dihaji                       | 10.830     | 5.722      | 5.108      | 164,84     | 10.795     | 5.693      | 5.102      | 65,5               | 111,58              |
| Buay Rawan                        | 19.815     | 10.272     | 9.543      | 149,98     | 20.264     | 10.519     | 9.745      | 135,1              | 107,94              |
| Kab. Ogan Komering Ulu Selatan00  | 418.040    | 217.503    | 200.537    | 4.062,60 1 | 421.004    | 218.934    | 202.070    | 103,6              | 108,35              |

## Geschichte
Der Kabupaten Ogan Komering Ulu Selatan (Selatan = Süd) entstand gleichzeitig mit dem Kabupaten Ogan Komering Ulu Timur (Timur = Ost) Ende 2003 durch das Regierungsgesetz Nr. 37. Hierbei gab der „Mutterbezirk“ Ogan Komering Ulu etwa ein Viertel seiner Bevölkerung und vier Zehntel seines Territoriums an den im Süden neugegründeten Kabupaten ab.
Bei der Neugründung bestand der neue Bezirk aus 10 Kecamatan, bis zum Jahr 2007 kamen 9 weitere hinzu (in geordneter Reihenfolge anhand der Codenummern):
- durch die „Peraturan Daerah Nomor 14 Tahun 2006“ (Regionalverordnung Nr. 14/2006) entstanden hier bei die Kecamatan Kisam Ilir, Buay Pematang Rbu Ranau Tengah, Warkuk Ranau Selatan, Runjung Agung, Sungai Are und Sidang Danau sowie ein Jahr später:
- durch die Regionalverordnung 19/2007: Buana Pemaca, Tiga Dihaji und Buay Rawan.